# Carex incurviformis
Carex incurviformis är en halvgräsart som beskrevs av Kenneth Kent Mackenzie. Carex incurviformis ingår i släktet starrar, och familjen halvgräs. Inga underarter finns listade i Catalogue of Life.